# تصفيات بطولة آسيا تحت 19 سنة لكرة القدم 2016
تصفيات بطولة آسيا للشباب تحت 19 عاما 2016 حددت الفرق المشاركة في بطولة آسيا للشباب تحت 19 عاما 2016. هذه البطولة هي النسخة التاسعة والثلاثون من بطولة آسيا للشباب تحت 19 عاما، بطولة كرة القدم الشبابية الدولية الإثناسنوية التي ينظمها الاتحاد الآسيوي لمنتخبات الرجال تحت 19 سنة في آسيا.
تأهل ما مجموعه 16 فريق للعب في البطولة النهائية بما في ذلك البحرين التي تأهلت تلقائياً كمضيف لكنها تنافست أيضاً في المرحلة التأهيلية.
مثل ما حدث في النسخ السابقة، عملت البطولة بوصفها تصفيات الاتحاد الآسيوي لكأس العالم تحت 20 سنة لكرة القدم. تأهلت أعلى أربع فرق في البطولة النهائية لكأس العالم تحت 20 سنة لكرة القدم 2017 في كوريا الجنوبية بوصفها ممثلين للاتحاد الآسيوي لكرة القدم، إلى جانب كوريا الجنوبية التي تأهلت بصورة تلقائية كمستضيفة. إذا كانت كوريا الجنوبية من بين الفرق العليا الأربع، فإن الفريق في المركز الخامس (وبمعنى آخر، البالغ لربع النهائي بأفضل سجل في البطولة) أيضاً سيتأهل لكأس العالم تحت 20 سنة لكرة القدم 2017.

## القرعة
تم إجراء قرعة التصفيات في 5 يونيو 2015 في بيت الاتحاد الآسيوي في كوالالمبور، ماليزيا. ودخل ما مجموعه 43 فريق المرحلة التأهيلية، وتم زجهم في عشر مجموعات.
- كان لمنطقة الغرب، التي تضم 25 مشترك من وسط آسيا، جنوب آسيا وغرب آسيا، مجموعة واحدة من خمس فرق وخمس مجموعات من أربع فرق.
- كان لمنطقة الشرق، التي تضم 18 مشترك من آسيان وشرق آسيا، مجموعتان من خمس فرق ومجموعتين من أربع فرق.

صنفت الفرق وفقاً لأداءها في الموسم السابق في عام 2014.
|                             | الوعاء 1                                                            | الوعاء 2                                               | الوعاء 3                                                 | الوعاء 4                                                     | الوعاء 5                              |
| --------------------------- | ------------------------------------------------------------------- | ------------------------------------------------------ | -------------------------------------------------------- | ------------------------------------------------------------ | ------------------------------------- |
| منطقة الغرب (المجموعات أ–س) | إيران · العراق · قطر · الإمارات العربية المتحدة · أوزبكستان · اليمن | البحرين · بنغلاديش · الكويت · عمان · فلسطين · السعودية | الهند · الأردن · لبنان · المالديف · باكستان · تركمانستان | أفغانستان · قرغيزستان · نيبال · سريلانكا · سوريا · طاجيكستان | بوتان                                 |
| منطقة الشرق (المجموعات ص–ف) | اليابان · ميانمار · كوريا الشمالية · تايلاند                        | أستراليا · الصين · كوريا الجنوبية · فيتنام             | هونغ كونغ · ماليزيا · الفلبين · سنغافورة                 | بروناي · تايبيه الصينية · لاوس · ماكاو                       | جزر ماريانا الشمالية1 · تيمور الشرقية |

| لم يدخلوا   | لم يدخلوا                                                  |
| ----------- | ---------------------------------------------------------- |
| منطقة الغرب | لا أحد                                                     |
| منطقة الشرق | كمبوديا · غوام · إندونيسيا (معلقة من قبل الفيفا) · منغوليا |

الملاحظة:
1 غير عضو في الفيفا، غير مؤهل لكأس العالم تحت 20 سنة.

## أهلية اللاعبين
يحق للاعبين الذين ولدوا في 1 يناير 1997 أو بعد ذلك التاريخ أن يتنافسوا في هذه البطولة.

## النظام
في كل مجموعة، لعبت الفرق مع بعضها البعض في مكان مركزي. تأهل متصدرو المجموعات العشر وأفضل الثواني الخمس من جميع المجموعات للبطولة النهائية. إذا كانت البحرين واحدة من متصدري المجموعات أو أفضل الثواني، فإن سادس أفضل وصيف يتأهل للبطولة أيضاً.

### معايير كسر التعادل
جرى ترتيب الفرق وفقاً للنقاط (3 نقاط للفوز، نقطة واحدة للتعادل، 0 نقطة للخسارة). إذا تعادلوا بالنقاط، فإنه سيتم تطبيق معايير كسر التعادل بالترتيب التالي:
1. عدد أكبر من النقاط التي تم الحصول عليها في مباريات المجموعة بين الفرق المعنية؛
2. فارق الأهداف الناتج عن مباريات المجموعة بين الفرق المعنية؛
3. عدد أكبر من الأهداف المسجلة في مباريات المجموعات بين الفرق المعنية؛
4. إذا كانت الفرق، بعد تطبيق المعايير من 1 إلى 3، ما زالت في مرتبة متساوية، فإن المعايير من 1 إلى 3 تطبق حصرًا على المباريات بين الفرق موضع السؤال لتحديد ترتيبها النهائي. إذا لم يؤد هذا الإجراء إلى قرار، تطبق المعايير من 5 إلى 9؛
5. فارق الأهداف في جميع مباريات المجموعة؛
6. عدد أكبر من الأهداف المسجلة في جميع مباريات المجموعة؛
7. ركلات جزاء ترجيحية إذا كان الأمر يتعلق بفريقين فقط، وهما موجودان في مجال اللعب؛
8. عدد أقل من الدرجات المحسوبة وفقا لعدد البطاقات الصفراء والحمراء الواردة في مباريات المجموعة (نقطة واحدة لبطاقة صفراء واحدة، و3 نقاط لبطاقة حمراء بسبب بطاقتين صفراء، و3 نقاط لبطاقة حمراء مباشرة، و4 نقاط لبطاقة صفراء يتبعها بطاقة حمراء مباشرة)؛
9. سحب القرعة.

## المجموعات
المباريات لعبت في الفترة بين 28 سبتمبر و6 أكتوبر 2015 بالنسبة للمجموعتين ص وط (مجموعات مكونة من خمس فرق)؛ الفترة بين 2 و6 أكتوبر 2015 لجميع المجموعات الأخرى (مجموعات مكونة من أربع فرق).
| مفتاح لألوان في جداول المجموعات                                               |
| ----------------------------------------------------------------------------- |
| فائزو المجموعات وأفضل الثواني الخمس، والبحرين بوصفها المضيفن تأهلوا للنهائيات |
| منسحب                                                                         |

### المجموعة أ
- أقيمت جميع المباريات في بنغلاديش.
- الأوقات المذكورة حسب ت.ع.م+6.

| م | الفريق       | لعب | ف | ت | خ | أ.له | أ.ع | أ.ف | نقاط | التأهل                                     |
| - | ------------ | --- | - | - | - | ---- | --- | --- | ---- | ------------------------------------------ |
| 1 | أوزبكستان    | 3   | 3 | 0 | 0 | 14   | 0   | +14 | 9    | البطولة النهائية                           |
| 2 | بنغلاديش (H) | 3   | 1 | 1 | 1 | 3    | 5   | −2  | 4    | Possible final tournament based on ranking |
| 3 | سريلانكا     | 3   | 1 | 0 | 2 | 2    | 5   | −3  | 3    |                                            |
| 4 | بوتان        | 3   | 0 | 1 | 2 | 1    | 10  | −9  | 1    |                                            |
| 5 | باكستان      | 0   | 0 | 0 | 0 | 0    | 0   | 0   | 0    | انسحب                                      |

| أوزبكستان | 7–0   | بوتان |
| --- | ----- | ----- |
| حسن الدين غفوروف 42' · شاروف موخيتدينوف 45' (ركل.) · سنجر كوديركولوف 55' · بوبير عبد الخالقوف 70'، 80' · سيد جمال دولتجانوف 88' · نور الله توختاسينوف 90+3' | تقرير |       |

| بنغلاديش                                   | 2–0   | سريلانكا |
| ------------------------------------------ | ----- | -------- |
| ماناف رابي 67' · ماسوك ميا جوني 83' (ركل.) | تقرير |          |

| سريلانكا | 0–3   | أوزبكستان                                                           |
| -------- | ----- | ------------------------------------------------------------------- |
|          | تقرير | نور الله توختاسينوف 7' · دوستون إبراغيموف 21' · سنجر كوديركولوف 30' |

| بوتان           | 1–1   | بنغلاديش           |
| --------------- | ----- | ------------------ |
| سونام توبغاي 6' | تقرير | ماسوك ميا جوني 77' |

| سريلانكا                | 2–0   | بوتان |
| ----------------------- | ----- | ----- |
| محمد أفام أكرم 13'، 85' | تقرير |       |

| أوزبكستان                                                                   | 4–0   | بنغلاديش |
| --------------------------------------------------------------------------- | ----- | -------- |
| دوستون إبراغيموف 2'، 62' · بوبير عبد الخالقوف 79' · سهراب نور اللهييف 90+2' | تقرير |          |

### المجموعة ب
- أقيمت جميع المباريات في السعودية.
- الأوقات المذكورة حسب ت.ع.م+3.

| م | الفريق       | لعب | ف | ت | خ | أ.له | أ.ع | أ.ف | نقاط | التأهل           |
| - | ------------ | --- | - | - | - | ---- | --- | --- | ---- | ---------------- |
| 1 | السعودية (H) | 3   | 3 | 0 | 0 | 11   | 1   | +10 | 9    | البطولة النهائية |
| 2 | اليمن        | 3   | 2 | 0 | 1 | 2    | 2   | 0   | 6    | البطولة النهائية |
| 3 | تركمانستان   | 3   | 1 | 0 | 2 | 4    | 7   | −3  | 3    |                  |
| 4 | سوريا        | 3   | 0 | 0 | 3 | 2    | 9   | −7  | 0    |                  |

| اليمن               | 1–0   | سوريا |
| ------------------- | ----- | ----- |
| عبد الحكيم أحمد 77' | تقرير |       |

| السعودية                                                                              | 5–0   | تركمانستان |
| ------------------------------------------------------------------------------------- | ----- | ---------- |
| عمار النجار 15' · أيمن الخليف 63' · مشاري القحطاني 70' · عبد الرحمن اليامي 82'، 90+3' | تقرير |            |

| تركمانستان | 0–1   | اليمن            |
| ---------- | ----- | ---------------- |
|            | تقرير | محمد الحذيفي 88' |

| سوريا         | 1–4   | السعودية                                                                                 |
| ------------- | ----- | ---------------------------------------------------------------------------------------- |
| يوسف عرفة 88' | تقرير | فهد الحربي 16' · أيمن الخليف 37' · عبد الرحمن اليامي 41' (ركل.) · محمد البصاص 86' (ركل.) |

| تركمانستان                                                                  | 4–1   | سوريا                      |
| --------------------------------------------------------------------------- | ----- | -------------------------- |
| ميخائيل تيتوف 20'، 26' · غوفانتشميرات قربانغولييف 75' · بغنتش أكماميدوف 80' | تقرير | علاء الدين دالي 74' (ركل.) |

| اليمن | 0–2   | السعودية                                |
| ----- | ----- | --------------------------------------- |
|       | تقرير | سامي النجعي 61' · عبد الرحمن اليامي 74' |

### المجموعة ج
- أقيمت جميع المباريات في فلسطين.
- الأوقات المذكورة حسب ت.ع.م+3.

| م | الفريق                   | لعب | ف | ت | خ | أ.له | أ.ع | أ.ف | نقاط | التأهل                                     |
| - | ------------------------ | --- | - | - | - | ---- | --- | --- | ---- | ------------------------------------------ |
| 1 | الإمارات العربية المتحدة | 3   | 3 | 0 | 0 | 15   | 0   | +15 | 9    | البطولة النهائية                           |
| 2 | فلسطين (H)               | 3   | 2 | 0 | 1 | 3    | 5   | −2  | 6    | Possible final tournament based on ranking |
| 3 | أفغانستان                | 3   | 1 | 0 | 2 | 2    | 5   | −3  | 3    |                                            |
| 4 | الهند                    | 3   | 0 | 0 | 3 | 0    | 10  | −10 | 0    |                                            |

| الإمارات العربية المتحدة                         | 3–0   | أفغانستان |
| ------------------------------------------------ | ----- | --------- |
| خلفان النوبي 7' · ماجد لافي حمد المهيري 20'، 25' | تقرير |           |

| فلسطين         | 1–0   | الهند |
| -------------- | ----- | ----- |
| محمود يوسف 16' | تقرير |       |

| الهند | 0–7   | الإمارات العربية المتحدة |
| ----- | ----- | --- |
|       | تقرير | جاسم يعقوب 14' (ركل.) · ماجد لافي حمد المهيري 34'، 45+1'، 88' · أحمد راشد 45+2' (ركل.) · خلفان النوبي 54' (ركل.) · محمد راشد 84' |

| أفغانستان | 0–2   | فلسطين                           |
| --------- | ----- | -------------------------------- |
|           | تقرير | محمد عبيد 50' · منذر الشوبكي 90' |

| الإمارات العربية المتحدة                                                                                        | 5–0   | فلسطين |
| --- | ----- | ------ |
| ماجد لافي حمد المهيري 3' · فيصل المطروشي 28' · موسى بشير فراوي 35' (ه.ذ.) · جاسم يعقوب 90' · محمد الجنيبي 90+1' | تقرير |        |

| الهند | 0–2   | أفغانستان                                          |
| ----- | ----- | -------------------------------------------------- |
|       | تقرير | محمد عشيق كورونييان 43' (ه.ذ.) · رضا الله ياري 79' |

### المجموعة د
- أقيمت جميع المباريات في قطر.
- الأوقات المذكورة حسب ت.ع.م+3.

| م | الفريق    | لعب | ف | ت | خ | أ.له | أ.ع | أ.ف | نقاط | التأهل                                     |
| - | --------- | --- | - | - | - | ---- | --- | --- | ---- | ------------------------------------------ |
| 1 | قطر (H)   | 3   | 3 | 0 | 0 | 13   | 2   | +11 | 9    | البطولة النهائية                           |
| 2 | عمان      | 3   | 1 | 1 | 1 | 5    | 3   | +2  | 4    | Possible final tournament based on ranking |
| 3 | لبنان     | 3   | 1 | 1 | 1 | 4    | 5   | −1  | 4    |                                            |
| 4 | قرغيزستان | 3   | 0 | 0 | 3 | 3    | 15  | −12 | 0    |                                            |

| قطر | 7–1   | قرغيزستان            |
| --- | ----- | -------------------- |
| سيد حسين عيسى 12'، 82' · بسام الراوي 36' · عبد الرحمن فهمي مصطفى 51' · عبد الله عبد السلام الأحرق 54' · حازم شحاتة 61' (ركل.) · خالد منير مزيد 71' | تقرير | قادربيك شاربيكوف 58' |

| عمان | 0–0   | لبنان |
| ---- | ----- | ----- |
|      | تقرير |       |

| قرغيزستان             | 1–4   | عمان                                                                             |
| --------------------- | ----- | -------------------------------------------------------------------------------- |
| إرنيست باتيركانوف 19' | تقرير | أسعد العوادي 13' (ركل.) · طلال العوادي 54' · زاهر الإغبري 63' · محسن الغساني 75' |

| لبنان | 0–4   | قطر                                                                                             |
| ----- | ----- | ----------------------------------------------------------------------------------------------- |
|       | تقرير | خالد منير مزيد 33' · عبد الله عبد السلام الأحرق 67' (ركل.) · سيد حسين عيسى 75' · حازم شحاتة 90' |

| قطر                                          | 2–1   | عمان                    |
| -------------------------------------------- | ----- | ----------------------- |
| طارق سلمان 45+3' (ركل.) · خالد منير مزيد 48' | تقرير | أسعد العوادي 30' (ركل.) |

| لبنان                                                                       | 4–1   | قرغيزستان         |
| --------------------------------------------------------------------------- | ----- | ----------------- |
| علي بحر 6' · حسين منذر 45+2' · أليكس بطرس 62' (ركل.) · جوزيف ميشال لحود 66' | تقرير | أولو إيريسبيك 63' |

### المجموعة ر
- أقيمت جميع المباريات في إيران.
- الأوقات المذكورة حسب ت.ع.م+3:30.

| م | الفريق    | لعب | ف | ت | خ | أ.له | أ.ع | أ.ف | نقاط | التأهل                                     |
| - | --------- | --- | - | - | - | ---- | --- | --- | ---- | ------------------------------------------ |
| 1 | إيران (H) | 3   | 3 | 0 | 0 | 15   | 0   | +15 | 9    | البطولة النهائية                           |
| 2 | الكويت    | 3   | 1 | 1 | 1 | 3    | 4   | −1  | 4    | Possible final tournament based on ranking |
| 3 | الأردن    | 3   | 1 | 0 | 2 | 4    | 5   | −1  | 3    |                                            |
| 4 | نيبال     | 3   | 0 | 1 | 2 | 1    | 14  | −13 | 1    |                                            |

| الكويت                                  | 2–1   | الأردن                 |
| --------------------------------------- | ----- | ---------------------- |
| ناصر سعيد 20' · عبد الله كرم 30' (ركل.) | تقرير | أحمد حربي عبد الله 39' |

| إيران | 10–0  | نيبال |
| --- | ----- | ----- |
| رضا كراملجعب 1'، 13'، 84'، 90+1' · نيما مختاري 2'، 44' · علي شجاعي 32' · رضا شكاري 57' (ركل.)، 87' · محمد خرم 79' | تقرير |       |

| نيبال           | 1–1   | الكويت          |
| --------------- | ----- | --------------- |
| بيمال ماغار 61' | تقرير | خالد العنزي 71' |

| الأردن | 0–3   | إيران                                               |
| ------ | ----- | --------------------------------------------------- |
|        | تقرير | نيما داغستاني 45' · رضا شكاري 52' · نيما مختاري 63' |

| الأردن                                                                 | 3–0   | نيبال |
| ---------------------------------------------------------------------- | ----- | ----- |
| أنس أحمد محمود حماد 6' · حجازي ماهر حجازي 14' · عبد الله إبراهيم 90+2' | تقرير |       |

| إيران                                 | 2–0   | الكويت |
| ------------------------------------- | ----- | ------ |
| رضا كراملجعب 45+4' · أميد نورافكن 62' | تقرير |        |

### المجموعة س
- أقيمت جميع المباريات في طاجيكستان.
- الأوقات المذكورة حسب ت.ع.م+5.

| م | الفريق        | لعب | ف | ت | خ | أ.له | أ.ع | أ.ف | نقاط | التأهل                        |
| - | ------------- | --- | - | - | - | ---- | --- | --- | ---- | ----------------------------- |
| 1 | العراق        | 3   | 3 | 0 | 0 | 11   | 1   | +10 | 9    | البطولة النهائية              |
| 2 | طاجيكستان (H) | 3   | 2 | 0 | 1 | 11   | 4   | +7  | 6    | البطولة النهائية              |
| 3 | البحرين       | 3   | 1 | 0 | 2 | 7    | 7   | 0   | 3    | البطولة النهائية بوصفه المضيف |
| 4 | المالديف      | 3   | 0 | 0 | 3 | 0    | 17  | −17 | 0    |                               |

| البحرين                                                       | 4–0   | المالديف |
| ------------------------------------------------------------- | ----- | -------- |
| محمد جاسم مرهون 25'، 81' · طلال علي النعار 26' · سيد أحمد 88' | تقرير |          |

| العراق                                     | 2–0   | طاجيكستان |
| ------------------------------------------ | ----- | --------- |
| علاء عباس عبد النبي 3' · جاسم حمد عكلة 79' | تقرير |           |

| المالديف | 0–5   | العراق                                                                |
| -------- | ----- | --------------------------------------------------------------------- |
|          | تقرير | علاء عباس عبد النبي 10'، 39' · أمير صباح خضير 14' · محمد حسن 27'، 52' |

| طاجيكستان                                         | 3–2   | البحرين                               |
| ------------------------------------------------- | ----- | ------------------------------------- |
| أميرجان صفروف 40'، 83' · كوفاتبيك رافشانبيكوف 58' | تقرير | سيد إبراهيم 42' · جاسم محمد مرهون 45' |

| العراق                                                                             | 4–1   | البحرين               |
| ---------------------------------------------------------------------------------- | ----- | --------------------- |
| أمجد عطوان 56' · علاء عباس عبد النبي 62' · أمير صباح خضير 77' · جاسم محمد عكلة 88' | تقرير | محمد جاسم مرهون 90+2' |

| المالديف | 0–8   | طاجيكستان                                                                                                   |
| -------- | ----- | --- |
|          | تقرير | إحساني بانشانبه 25'، 54' · نور الدين هامروقولوف 35'، 61' · خوتام أليشيري 50'، 68'، 80' · سوناتولو خولوف 87' |

### المجموعة ص
- أقيمت جميع المباريات في ميانمار.
- الأوقات المذكورة حسب ت.ع.م+6:30.

| م | الفريق        | لعب | ف | ت | خ | أ.له | أ.ع | أ.ف | نقاط | التأهل                                     |
| - | ------------- | --- | - | - | - | ---- | --- | --- | ---- | ------------------------------------------ |
| 1 | فيتنام        | 4   | 4 | 0 | 0 | 11   | 2   | +9  | 12   | البطولة النهائية                           |
| 2 | ميانمار (H)   | 4   | 2 | 1 | 1 | 6    | 2   | +4  | 7    | Possible final tournament based on ranking |
| 3 | تيمور الشرقية | 4   | 1 | 2 | 1 | 5    | 2   | +3  | 5    |                                            |
| 4 | هونغ كونغ     | 4   | 1 | 1 | 2 | 7    | 5   | +2  | 4    |                                            |
| 5 | بروناي        | 4   | 0 | 0 | 4 | 0    | 18  | −18 | 0    |                                            |

| هونغ كونغ              | 1–3   | فيتنام                                   |
| ---------------------- | ----- | ---------------------------------------- |
| ماثيو هو شينغ يوين 42' | تقرير | ها دوك تشين 7'، 59' · نغوين تيين لين 48' |

| تيمور الشرقية                                                             | 4–0   | بروناي |
| ------------------------------------------------------------------------- | ----- | ------ |
| روفينو والتر غاما 15' · نيلسون سارمينتو فييغاس 19'، 32' · هنريكي كروز 28' | تقرير |        |

| تيمور الشرقية | 0–0   | هونغ كونغ |
| ------------- | ----- | --------- |
|               | تقرير |           |

| بروناي | 0–4   | ميانمار                                                                          |
| ------ | ----- | -------------------------------------------------------------------------------- |
|        | تقرير | زين بيو أونغ 7' (ركل.) · يي يينت أونغ 27' · تو كيانت لوين 29' · أونغ زين بيو 46' |

| فيتنام                                                                    | 5–0   | بروناي |
| ------------------------------------------------------------------------- | ----- | ------ |
| هو مين دي 2'، 45+5' · لام توان 25' · تران دوي كان 34' · فام ترونغ هوا 36' | تقرير |        |

| ميانمار | 0–0   | تيمور الشرقية |
| ------- | ----- | ------------- |
|         | تقرير |               |

| فيتنام                                   | 2–1   | تيمور الشرقية   |
| ---------------------------------------- | ----- | --------------- |
| نغوين ترونغ داي 4' · نغوين كوانغ هاي 17' | تقرير | هنريكي كروز 89' |

| هونغ كونغ          | 1–2   | ميانمار                              |
| ------------------ | ----- | ------------------------------------ |
| نغان تشيوك بان 73' | تقرير | أونغ زين بيو 88' · أونغ موي تو 90+6' |

| بروناي | 0–5   | هونغ كونغ                                                                             |
| ------ | ----- | ------------------------------------------------------------------------------------- |
|        | تقرير | تشان باك هي 39' · نغان تشيوك بان 41'، 58' · هيروكاني هاريما 49' · تشينغ تشين لونغ 73' |

| ميانمار | 0–1   | فيتنام          |
| ------- | ----- | --------------- |
|         | تقرير | ها دوك تشين 19' |

### المجموعة ط
- أقيمت جميع المباريات في تايلاند.
- الأوقات المذكورة حسب ت.ع.م+7.

| م | الفريق               | لعب | ف | ت | خ | أ.له | أ.ع | أ.ف | نقاط | التأهل           |
| - | -------------------- | --- | - | - | - | ---- | --- | --- | ---- | ---------------- |
| 1 | كوريا الجنوبية       | 4   | 4 | 0 | 0 | 26   | 4   | +22 | 12   | البطولة النهائية |
| 2 | تايلاند (H)          | 4   | 3 | 0 | 1 | 14   | 2   | +12 | 9    | البطولة النهائية |
| 3 | سنغافورة             | 4   | 1 | 1 | 2 | 14   | 11  | +3  | 4    |                  |
| 4 | تايبيه الصينية       | 4   | 1 | 1 | 2 | 13   | 12  | +1  | 4    |                  |
| 5 | جزر ماريانا الشمالية | 4   | 0 | 0 | 4 | 0    | 38  | −38 | 0    |                  |

| سنغافورة                          | 2–6   | كوريا الجنوبية                                                                     |
| --------------------------------- | ----- | ---------------------------------------------------------------------------------- |
| محمد هامي سعيد 52' · غاريث لو 60' | تقرير | كيم جيونغ-هوان 23' · لي دونغ-جون 54'، 61'، 90+1' · كانغ جي-هون 82' · كيم سي-وو 89' |

| جزر ماريانا الشمالية | 0–10  | تايبيه الصينية |
| -------------------- | ----- | --- |
|                      | تقرير | كاو وي-جيي 2' · تشين هونغ-وي 12'، 29' · يو تشيا-هوانغ 17'، 64'، 79' · تشاو مينغ-هسيو 47'، 61' · تشينغ تشون-هسيين 73'، 90+1' |

| جزر ماريانا الشمالية | 0–10  | سنغافورة |
| -------------------- | ----- | --- |
|                      | تقرير | محمد هامي سعيد 10'، 36' · جاستين هوي 39' · جوشوا بيريرا 56' (ركل.) · عرفان فاندي 61'، 90+2' · أريان مالك 82' · كارتهيك راج 83' · غاريث لو 87' · شاه ذو القرنين 90' |

| تايبيه الصينية | 0–3   | تايلاند                                         |
| -------------- | ----- | ----------------------------------------------- |
|                | تقرير | أنون أمورنليردساك 21' · سوكسان مونغباو 30'، 36' |

| كوريا الجنوبية                                                                        | 7–1   | تايبيه الصينية    |
| ------------------------------------------------------------------------------------- | ----- | ----------------- |
| كيم داي-وون 12'، 29' · كيم سيوك-جين 21'، 79' · كانغ جي-هون 39'، 76' · لي دونغ-جون 73' | تقرير | يو تشيا-هوانغ 74' |

| تايلاند | 7–0   | جزر ماريانا الشمالية |
| --- | ----- | -------------------- |
| سوراويت بانتونغ 2'، 45' · تيرنس إيفان توسرت-بيلتشر 20' (ه.ذ.) · أنون أمورنليردساك 38'، 67' (ركل.) · ويساروت إيمورا 63' · ريتيديت بينساوات 72' | تقرير |                      |

| كوريا الجنوبية | 11–0  | جزر ماريانا الشمالية |
| --- | ----- | -------------------- |
| تشوي إيك-جين 3'، 33'، 90+2' · كيم مو-غون 10' · كوون غي-بيو 39' · جيونغ تاي-ووك 46'، 54'، 83' · كيم سي-وو 49'، 79' (ركل.) · كيم غيو-نونغ 68' | تقرير |                      |

| سنغافورة | 0–3   | تايلاند                                                                |
| -------- | ----- | ---------------------------------------------------------------------- |
|          | تقرير | ريتيديت بينساوات 34' · سوكسان مونغباو 42' · ووراتشيت كانيتسريبامبن 51' |

| تايبيه الصينية                     | 2–2   | سنغافورة                             |
| ---------------------------------- | ----- | ------------------------------------ |
| يو تشيا-هوانغ 33' · وانغ لي-آن 83' | تقرير | هيكل باشيا أنوغراه 40'، 90+1' (ركل.) |

| تايلاند                    | 1–2   | كوريا الجنوبية                   |
| -------------------------- | ----- | -------------------------------- |
| سيريمونغكون جيتبانجونغ 69' | تقرير | كانغ جي-هون 12' · كيم مو-غون 90' |

### المجموعة ع
- أقيمت جميع المباريات في الصين
- الأوقات المذكورة حسب ت.ع.م+8.

| م | الفريق         | لعب | ف | ت | خ | أ.له | أ.ع | أ.ف | نقاط | التأهل           |
| - | -------------- | --- | - | - | - | ---- | --- | --- | ---- | ---------------- |
| 1 | الصين (H)      | 3   | 3 | 0 | 0 | 16   | 0   | +16 | 9    | البطولة النهائية |
| 2 | كوريا الشمالية | 3   | 2 | 0 | 1 | 7    | 3   | +4  | 6    | البطولة النهائية |
| 3 | ماليزيا        | 3   | 1 | 0 | 2 | 4    | 8   | −4  | 3    |                  |
| 4 | ماكاو          | 3   | 0 | 0 | 3 | 1    | 17  | −16 | 0    |                  |

| كوريا الشمالية                                                                 | 6–0   | ماكاو |
| ------------------------------------------------------------------------------ | ----- | ----- |
| هان إيل-هيوك 8'، 16'، 21' (ركل.)، 25' · جون تشونغ-إيل 33' · باك كوانغ-تشون 88' | تقرير |       |

| الصين                                                                                   | 6–0   | ماليزيا |
| --------------------------------------------------------------------------------------- | ----- | ------- |
| جانغ يونينغ 32' (ركل.)، 34' · غاو هايشينغ 48'، 53' · ياو داوغانغ 58' · شان هوانهوان 87' | تقرير |         |

| ماليزيا | 0–1   | كوريا الشمالية   |
| ------- | ----- | ---------------- |
|         | تقرير | هان إيل-هيوك 54' |

| ماكاو | 0–7   | الصين                                                                                          |
| ----- | ----- | ---------------------------------------------------------------------------------------------- |
|       | تقرير | غاو هوازي 12'، 18' · يانغ لييو 25' · يان دينغهاو 51' · جانغ يونينغ 72'، 74' · شان هوانهوان 85' |

| ماليزيا                                                           | 4–1   | ماكاو                      |
| ----------------------------------------------------------------- | ----- | -------------------------- |
| محمد جفري فردوس تشيو 3'، 69'، 82' · محمد دانيال أشرف عبد الله 63' | تقرير | جورجي مارسيلو فيتورينو 49' |

| كوريا الشمالية | 0–3   | الصين                                    |
| -------------- | ----- | ---------------------------------------- |
|                | تقرير | جانغ يونينغ 37' · لين ليانغمينغ 39'، 61' |

### المجموعة ف
- أقيمت جميع المباريات في لاوس.
- الأوقات المذكورة حسب ت.ع.م+7.

| م | الفريق   | لعب | ف | ت | خ | أ.له | أ.ع | أ.ف | نقاط | التأهل           |
| - | -------- | --- | - | - | - | ---- | --- | --- | ---- | ---------------- |
| 1 | اليابان  | 3   | 3 | 0 | 0 | 11   | 0   | +11 | 9    | البطولة النهائية |
| 2 | أستراليا | 3   | 2 | 0 | 1 | 8    | 3   | +5  | 6    | البطولة النهائية |
| 3 | لاوس (H) | 3   | 1 | 0 | 2 | 2    | 5   | −3  | 3    |                  |
| 4 | الفلبين  | 3   | 0 | 0 | 3 | 1    | 14  | −13 | 0    |                  |

| أستراليا | 6–0   | الفلبين |
| --- | ----- | ------- |
| نيكولاس داغوستينو 8' · ستيف كوزمانوفسكي 14'، 39' · جورج ميلز 28' · ألوزين فوفاناه 78' · ديان باندوريفيتش 90+1' | تقرير |         |

| اليابان                            | 2–0   | لاوس |
| ---------------------------------- | ----- | ---- |
| كوكي أوغاوا 39' · أكيتو تاكاغي 62' | تقرير |      |

| الفلبين | 0–6   | اليابان                                                                                      |
| ------- | ----- | -------------------------------------------------------------------------------------------- |
|         | تقرير | هيروكي نودا 6' · تسوباسا يوشيهيرا 26'، 88' · يوتو إيواساكي 69' (ركل.)، 71' · كوكي أوغاوا 81' |

| لاوس | 0–2   | أستراليا                              |
| ---- | ----- | ------------------------------------- |
|      | تقرير | ستيف كوزمانوفسكي 43' · ماريو شابو 46' |

| اليابان                                                                  | 3–0   | أستراليا |
| ------------------------------------------------------------------------ | ----- | -------- |
| أكيتو تاكاغي 45+1' · دايسوكي ساكاي 45+2' (ركل.) · كوكي أوغاوا 71' (ركل.) | تقرير |          |

| الفلبين           | 1–2   | لاوس                                   |
| ----------------- | ----- | -------------------------------------- |
| خافيير غايوسو 19' | تقرير | تانين بانتافونغ 5' · مايتي هاتسادي 42' |

## ترتيب الفرق التي حلت في المركز الثاني
حدد الترتيب فيما بين الفرق الوصيفة من جميع المجموعات على النحو التالي:
1. عدد أكبر من النقاط التي تم الحصول عليها في مباريات المجموعة؛
2. فارق أهداف أكبر ناتج عن مباريات المجموعة؛
3. عدد أكبر من الأهداف المسجلة في مباريات المجموعة؛
4. عدد أكبر من الانتصارات في مباريات المجموعة؛
5. عدد أقل من الدرجات المحسوبة وفقا لعدد البطاقات الصفراء والحمراء الواردة في مباريات المجموعة (نقطة واحدة لبطاقة صفراء واحدة، و3 نقاط لبطاقة حمراء بسبب بطاقتين صفراء، و3 نقاط لبطاقة حمراء مباشرة، و4 نقاط لبطاقة صفراء يتبعها بطاقة حمراء مباشرة)؛
6. سحب القرعة.

لضمان المساواة لدى مقارنة الفريق الوصيف لجميع المجموعات، جرى تجاهل نتائج المباريات ضد الفريق في المركز الخامس في المجموعات التي تضم خمس فرق، وذلك بسبب وجود مجموعات أخرى لا تضم سوى أربع فرق.
| م  | مج | الفريق         | لعب | ف | ت | خ | أ.له | أ.ع | أ.ف | نقاط | التأهل           |
| -- | -- | -------------- | --- | - | - | - | ---- | --- | --- | ---- | ---------------- |
| 1  | س  | طاجيكستان      | 3   | 2 | 0 | 1 | 11   | 4   | +7  | 6    | البطولة النهائية |
| 2  | ف  | أستراليا       | 3   | 2 | 0 | 1 | 8    | 3   | +5  | 6    | البطولة النهائية |
| 3  | ط  | تايلاند        | 3   | 2 | 0 | 1 | 7    | 2   | +5  | 6    | البطولة النهائية |
| 4  | ع  | كوريا الشمالية | 3   | 2 | 0 | 1 | 7    | 3   | +4  | 6    | البطولة النهائية |
| 5  | ب  | اليمن          | 3   | 2 | 0 | 1 | 2    | 2   | 0   | 6    | البطولة النهائية |
| 6  | ج  | فلسطين         | 3   | 2 | 0 | 1 | 3    | 5   | −2  | 6    |                  |
| 7  | د  | عمان           | 3   | 1 | 1 | 1 | 5    | 3   | +2  | 4    |                  |
| 8  | ص  | ميانمار        | 3   | 1 | 1 | 1 | 2    | 2   | 0   | 4    |                  |
| 9  | ر  | الكويت         | 3   | 1 | 1 | 1 | 3    | 4   | −1  | 4    |                  |
| 10 | أ  | بنغلاديش       | 3   | 1 | 1 | 1 | 3    | 5   | −2  | 4    |                  |

## الفرق المتأهلة
تأهلت الفرق الـ16 التالية للبطولة النهائية.
| الفريق                   | تأهل بصفته       | تأهل في       | المظاهر السابقة في البطولة2 |
| ------------------------ | ---------------- | ------------- | --- |
| البحرين                  | المضيف           | 3 يونيو 2015  | 8 (1973، 1975، 1977، 1978، 1986، 1990، 1994، 2010) |
| أوزبكستان                | متصدر المجموعة أ | 6 أكتوبر 2015 | 6 (2002، 2004، 2008، 2010، 2012، 2014) |
| السعودية                 | متصدر المجموعة ب | 6 أكتوبر 2015 | 12 (1973، 1977، 1978، 1985، 1986، 1992، 1998، 2002، 2006، 2008، 2010، 2012) |
| الإمارات العربية المتحدة | متصدر المجموعة ج | 6 أكتوبر 2015 | 12 (1982، 1985، 1988، 1992، 1996، 2000، 2002، 2006، 2008، 2010، 2012، 2014) |
| قطر                      | متصدر المجموعة د | 6 أكتوبر 2015 | 12 (1980، 1986، 1988، 1990، 1992، 1994، 1996، 1998، 2002، 2004، 2012، 2014) |
| إيران                    | متصدر المجموعة ر | 6 أكتوبر 2015 | 19 (1969، 1970، 1971، 1972، 1973، 1974، 1975، 1976، 1977، 1978، 1992، 1996، 2000، 2004، 2006، 2008، 2010، 2012، 2014) |
| العراق                   | متصدر المجموعة س | 6 أكتوبر 2015 | 15 (1975، 1976، 1977، 1978، 1982، 1988، 1994، 1998، 2000، 2004، 2006، 2008، 2010، 2012، 2014) |
| فيتنام                   | متصدر المجموعة ص | 6 أكتوبر 2015 | 17 (19613، 19623، 19633، 19643، 19653، 19673، 19683، 19693، 19703، 19713، 19743، 2002، 2004، 2006، 2010، 2012، 2014) |
| كوريا الجنوبية           | متصدر المجموعة ط | 6 أكتوبر 2015 | 36 (1959، 1960، 1961، 1962، 1963، 1964، 1965، 1966، 1967، 1968، 1969، 1970، 1971، 1972، 1973، 1974، 1976، 1977، 1978، 1980، 1982، 1986، 1988، 1990، 1992، 1994، 1996، 1998، 2000، 2002، 2004، 2006، 2008، 2010، 2012، 2014) |
| الصين                    | متصدر المجموعة ع | 6 أكتوبر 2015 | 16 (1975، 1976، 1978، 1982، 1985، 1988، 1996، 1998، 2000، 2002، 2004، 2006، 2008، 2010، 2012، 2014) |
| اليابان                  | متصدر المجموعة ف | 6 أكتوبر 2015 | 35 (1959، 1960، 1961، 1962، 1963، 1964، 1965، 1966، 1967، 1968، 1969، 1970، 1971، 1972، 1973، 1974، 1975، 1976، 1977، 1978، 1980، 1988، 1990، 1992، 1994، 1996، 1998، 2000، 2002، 2004، 2006، 2008، 2010، 2012، 2014)       |
| طاجيكستان                | أفضل وصيف        | 6 أكتوبر 2015 | 2 (2006، 2008) |
| أستراليا                 | ثاني أفضل وصيف   | 6 أكتوبر 2015 | 5 (2006، 2008، 2010، 2012، 2014) |
| تايلاند                  | ثالث أفضل وصيف   | 6 أكتوبر 2015 | 31 (1959، 1960، 1961، 1962، 1963، 1964، 1965، 1966، 1967، 1968، 1969، 1970، 1971، 1972، 1973، 1974، 1976، 1980، 1985، 1992، 1994، 1996، 1998، 2000، 2002، 2004، 2006، 2008، 2010، 2012، 2014)                               |
| كوريا الشمالية           | رابع أفضل وصيف   | 6 أكتوبر 2015 | 11 (1975، 1976، 1978، 1986، 1988، 1990، 2006، 2008، 2010، 2012، 2014) |
| اليمن                    | خامس أفضل وصيف   | 6 أكتوبر 2015 | 5 (1978، 2004، 2008، 2010، 2014) |

3 كجنوب فيتنام
2 يشير العريض إلى البطل لتلك السنة. يشير المائل إلى المضيف لتلك لسنة.

## الهدافون
6 أهداف
- ماجد لافي حمد المهيري

5 أهداف
- جانغ يونينغ
- يو تشيا-هوانغ
- رضا كراملجعب
- هان إيل-هيوك

4 أهداف
- محمد جاسم مرهون
- علاء عباس عبد النبي
- عبد الرحمن اليامي
- كانغ جي-هون
- لي دونغ-جون

3 أهداف
- ستيف كوزمانوفسكي
- نغان تشيوك بان
- نيما مختاري
- رضا شكاري
- كوكي أوغاوا
- محمد جفري فردوس تشيو
- خالد منير مزيد
- سيد حسين عيسى
- محمد هامي سعيد
- تشوي إيك-جين
- كيم سي-وو
- جيونغ تاي-ووك
- خوتام أليشيري
- سوكسان مونغباو
- أنون أمورنليردساك
- بوبير عبد الخالقوف
- دوستون إبراغيموف
- ها دوك تشين

هدفان
- ماسوك ميا جوني
- غاو هايشينغ
- غاو هوازي
- لين ليانغمينغ
- شان هوانهوان
- تشاو مينغ-هسيو
- تشين هونغ-وي
- تشينغ تشون-هسيين
- أمير صباح خضير
- جاسم محمد عكلة
- محمد حسن
- أكيتو تاكاغي
- يوتو إيواساكي
- تسوباسا يوشيهيرا
- أونغ زين بيو
- أسعد العوادي
- عبد الله عبد السلام الأحرق
- حازم شحاتة
- أيمن الخليف
- عرفان فاندي
- هيكل باشيا أنوغراه
- غاريث لو
- كيم داي-وون
- كيم مو-غون
- كيم سيوك-جين
- محمد أفام أكرم
- أميرجان صفروف
- نور الدين هامروقولوف
- إحساني بانشانبه
- ريتيديت بينساوات
- سوراويت بانتونغ
- هنريكي كروز
- نيلسون سارمينتو فييغاس
- ميخائيل تيتوف
- خلفان النوبي
- جاسم يعقوب
- نور الله توختاسينوف
- سنجر كوديركولوف
- هو مين دي

هدف
- رضا الله ياري
- ألوزين فوفاناه
- ديان باندوريفيتش
- جورج ميلز
- ماريو شابو
- نيكولاس داغوستينو
- سيد أحمد
- سيد إبراهيم
- طلال علي النعار
- ماناف رابي
- سونام توبغاي
- يان دينغهاو
- يانغ لييو
- ياو داوغانغ
- كاو وي-جيي
- وانغ لي-آن
- تشان باك هي
- تشينغ تشين لونغ
- هيروكاني هاريما
- ماثيو هو شينغ يوين
- علي شجاعي
- محمد خرم
- نيما داغستاني
- أميد نورافكن
- أمجد عطوان
- دايسوكي ساكاي
- هيروكي نودا
- عبد الله إبراهيم
- أحمد حربي عبد الله
- أنس أحمد محمود حماد
- حجازي ماهر حجازي
- عبد الله كرم
- خالد العنزي
- ناصر سعيد
- إرنيست باتيركانوف
- قادربيك شاربيكوف
- أولو إيريسبيك
- مايتي هاتسادي
- تانين بانتافونغ
- أليكس بطرس
- علي بحر
- جوزيف ميشال لحود
- حسين منذر
- جورجي مارسيلو فيتورينو
- محمد دانيال أشرف عبد الله
- أونغ موي تو
- تو كيانت لوين
- يي يينت أونغ
- زين بيو أونغ
- بيمال ماغار
- جون تشونغ-إيل
- باك كوانغ-تشون
- محسن الغساني
- طلال العوادي
- زاهر الأغبري
- محمود يوسف
- محمد عبيد
- منذر الشوبكي
- خافيير غايوسو
- عبد الرحمن فهمي مصطفى
- بسام الراوي
- طارق سلمان
- عمار النجار
- فهد الحربي
- مشاري القحطاني
- محمد البصاص
- سامي النجعي
- جاستين هوي
- أريان مالك
- جوشوا بيريرا
- كارتهيك راج
- شاه ذو القرنين
- كيم غيو-نونغ
- كيم جيونغ-هوان
- كوون غي-بيو
- علاء الدين دالي
- يوسف عرفة
- كوفاتبيك رافشانبيكوف
- سوناتولو خولوف
- سيريمونغكون جيتبانجونغ
- ويساروت إيمورا
- ووراتشيت كانيتسريبامبن
- روفينو والتر غاما
- بغنتش أكماميدوف
- غوفانتشميرات قربانغولييف
- أحمد راشد
- فيصل المطروشي
- محمد الجنيبي
- محمد راشد
- حسن الدين غفوروف
- سيد جمال دولتجانوف
- شاروف موخيتدينوف
- سهراب نور اللهييف
- لام توان
- نغوين كوانغ هاي
- نغوين تيين لين
- نغوين ترونغ داي
- فام ترونغ هوا
- تران دوي كان
- عبد الحكيم أحمد
- محمد الحذيفي

هدف ذاتي
- محمد عشيق كورونييان (لعب ضد أفغانستان)
- تيرنس إيفان توسرت-بيلتشر (لعب ضد تايلاند)
- موسى بشير فراوي (لعب ضد الإمارات العربية المتحدة)

مصدر: the-afc.com

## وصلات خارجية
- بطولة آسيا تحت 19 سنة لكرة القدم
، the-AFC.com